# Colniza
Colniza este un oraș în Mato Grosso (MT), Brazilia.